# Premnoplex
A Premnoplex a madarak (Aves) osztályának verébalakúak (Passeriformes) rendjébe és a fazekasmadár-félék (Furnariidae) családjába tartozó nem.

## Rendszerezésük
A nemet George Kruck Cherrie amerikai zoológus és ornitológus írta le 1891-ban, az alábbi fajok tartoznak ide:
- Premnoplex brunnescens
- Premnoplex tatei
- Premnoplex pariae[3] vagy Premnoplex tatei pariae[2]